# Georgios Koutsias
Georgios Koutsias (en griego: Γεώργιος Κούτσιας; Salónica, 8 de febrero de 2004) es un futbolista griego que juega en la demarcación de delantero para el F. C. Lugano de la Superliga de Suiza.

## Biografía
Tras empezar a formarse como futbolista con el PAOK de Salónica F. C., finalmente hizo su debut con el primer equipo el 18 de septiembre de 2020 en un partido de la Superliga de Grecia contra el Atromitos de Atenas tras sustituir a Karol Świderski en el minuto 72 en un encuentro que finalizó con un resultado de empate a uno. Dos años después de ese momento se fue cedido al Volos F. C. antes de marcharse a los Estados Unidos en febrero de 2023 para jugar en el Chicago Fire. Allí estuvo dos temporadas y en diciembre de 2024 fue cedido al F. C. Lugano para todo el año 2025.

## Clubes
| Club                   | País           | Año       | Partidos | Goles |
| ---------------------- | -------------- | --------- | -------- | ----- |
| PAOK de Salónica F. C. | Grecia         | 2020-2022 | 12       | 0     |
| Volos F. C. (cedido)   | Grecia         | 2022-2023 | 23       | 5     |
| Chicago Fire           | Estados Unidos | 2023-2024 | 65       | 7     |
| F. C. Lugano (cedido)  | Suiza          | 2025-     | 23       | 8     |

## Palmarés

### Títulos nacionales
| Título         | Club                   | País   | Año  |
| -------------- | ---------------------- | ------ | ---- |
| Copa de Grecia | PAOK de Salónica F. C. | Grecia | 2021 |